# With All My Heart 〜君が踊る、夏〜
「With All My Heart 〜君が踊る、夏〜」（ウィズ・オール・マイ・ハート きみがおどる、なつ）は、東方神起の楽曲である。作詞作曲は井上慎二郎、ストリングス編曲は四家卯大が担当。
ベスト・アルバム『BEST SELECTION 2010』（2CD+DVD）のDISC 2に収録されている楽曲で、「君のそばでずっと笑っていたい」というメッセージ性を持たせたバラード。

## 概要
本作は、東映配給の日本映画『君が踊る、夏』の主題歌に起用されており、グループ初の実写映画の主題歌となった。同映画のプロデューサーが「アジアを中心に音楽やダンスを通じて若者たちに“勇気や希望”を伝えていることから相応しい」と判断して起用したとされている。映画では特別にアレンジされた音源が使用されており、2010年10月にこの音源が収録されたサウンドトラック盤が発売予定とされていたが、いかなる理由か発売中止となった。
日本レコード協会の調査による着うたフルチャートで最高11位を獲得。
楽曲発表後にグループが活動休止し、後にジェジュン・ユチョン・ジュンスが脱退したため、5人編成でのライブで披露されたことはない。楽曲発表からユンホ・チャンミンの2人での活動再開宣言を経た4年後の2014年の「東方神起 LIVE TOUR 2014 TREE」ツアーでライブ初披露となった。

## 演奏参加者
※出典
- 井上慎二郎 - Programming, Guitars
- 扇谷研人 - Piano
- Chirolyn - Bass
- 岩丸正 - Drums
- 四家卯大ストリングス - Strings

## カバー
- 妹尾武『東方神起プレミアム・クラシック・コレクション』 - ピアノ伴奏でのカバー[7]
- 綾部薫『東方神起プレミアム・クラシック・コレクション』 - オルゴール・アレンジ[8]
- 西脇睦広『K-POP BEST HITS 〜ミスター〜』 - オルゴール・アレンジ[9]

## 収録アルバム
- BEST SELECTION 2010

## ライブ映像作品
- 東方神起 LIVE TOUR 2014 TREE